# Domenico Benedetto Gravina
Domenico Benedetto Gravina (* 28. September 1807 in Palermo; † 1886) war ein italienischer Benediktiner und Kunstschriftsteller.

## Leben
Domenico Benedetto Gravina stammte über seinen Vater Giuseppe von den Fürsten von Comitini ab. Er trat 1818 in Monreale in den Benediktinerorden ein, bei welchem Anlass er seinen Taufnamen Francesco mit dem Namen Domenico Benedetto vertauschte. Aus Interesse studierte u. a. Zeichnen, Architektur und Naturgeschichte. Als Lehrer in seinem Kloster in Monreale las er 1834 über Physik und Philosophie. Seit 1839 wirkte er in der  Abtei Montecassino mehrere Jahre als Lehrer der Philosophie, lebte später in den Klöstern von Cesena und Perugia und kehrte 1852 nach Montecassino zurück.
Seine Hauptarbeit ist Illustrazione del duomo di Monreale (Palermo 1859). Außerdem schrieb er:
- Alcune note sulle antichità di Sicilia, Neapel 1839
- Su l’origine e ristauri della chiesa di Santa Maria del Monte presso Cesena, Montecassino 1847
- Sopra un’ antica immagine della Immacolata esistente a mosaico nel duomo di Monreale, Palermo 1855
- Virtù curativa del lino e maniera probabile di agire dei medicamenti, Palermo 1855
- Il duomo di Monreale illustrato e riportato in tavole cromolitografiche, Palermo 1859–70
- Su la origine dell’ anima umana, e le verità teologiche che ne dipendono, Palermo 1870